# Final Fantasy X/X-2 HD Remaster
Pour des articles plus généraux, voir Final Fantasy X et Final Fantasy X-2.
Final Fantasy X/X-2 HD Remaster (ファイナルファンタジーX/X-2 HD リマスター ()) est une compilation regroupant les remastérisations en haute-définition des jeux vidéo de rôle Final Fantasy X et Final Fantasy X-2, développés initialement par Squaresoft sur PlayStation 2  et sortis respectivement en 2001 et 2003. La compilation se base sur les versions International des jeux d'origine avec des graphismes et des musiques retravaillés. Les studios chinois de Virtuos s'occupent de la majeure partie du développement, tandis que Square Enix leur apporte son soutien et édite la compilation. Celle-ci sort sur PlayStation 3 et PlayStation Vita en décembre 2013 au Japon, puis en mars 2014 dans le reste du monde. Des portages sortent ensuite sur PlayStation 4, Microsoft Windows, Nintendo Switch et Xbox One. La compilation est accueillie positivement par la critique et réalise de bonnes ventes.

## Contenu
Final Fantasy X/X-2 HD Remaster regroupe le jeu Final Fantasy X et sa suite, Final Fantasy X-2.
Final Fantasy X raconte les aventures de l'adolescent Tidus, qui est projeté dans le monde de Spira après une rencontre avec Sin, une créature maléfique. Tidus devient un des gardiens de l'Invokeure Yuna. Il la protège dans son pèlerinage pour vaincre Sin, et découvre les liens qui existent entre Sin et leurs parents défunts. Le système de combat est le CTB (Combats en Tours de Battement, ou Conditional Turn-Based Battle en anglais), qui permet de remplacer les personnages en cours de combat. Les personnages montent en niveau au moyen du sphérier, sur lequel le joueur peut choisir des compétences à apprendre ou des caractéristiques à améliorer.
Final Fantasy X-2 se déroule deux ans après les évènements de Final Fantasy X. Le joueur incarne à présent Yuna, qui est chasseuse de sphères, et part sur les traces de Tidus, qui a disparu à la fin du jeu précédent. Le système de combat, l'ATB (Active Time Battle), réintroduit le système de métiers classique de la série, sous la forme des palettes et des vêtisphères.
Si la grande majorité du gameplay de FF X et X-2 est inchangée, les jeux reçoivent une mise à jour graphique substantielle, et un grand nombre de musiques de FF X sont réarrangées. La compilation comprend le contenu issu des versions International des jeux d'origine : FF X propose le sphérier expert et les boss optionnels ; FF X-2 contient les vêtisphères et les mini-jeux supplémentaires, la création de monstres, ainsi que le donjon The Last Mission. Le film Eternal Calm faisant le lien entre FF X et X-2 est également inclus dans la compilation,,,,,. Les versions PlayStation 3, PlayStation Vita et PlayStation 4 des deux jeux offrent la possibilité d'utiliser sa sauvegarde et de partager les trophées sur les trois plates-formes,. La compilation contient aussi Final Fantasy X: Will, un récit audio spécialement créé pour celle-ci. Il met en scène divers personnage des deux jeux, ainsi que deux nouveaux venus : Kurgum, un Invokeur de nature réservée, et Chuami, narratrice et compagne de route.

## Développement
L'idée d'une remastérisation est évoquée lors des retrouvailles de l'équipe de développement des jeux d'origine et les comédiens de doublage, pendant la création de Final Fantasy Type-0. Le créateur des personnages Tetsuya Nomura, le producteur associé Hideki Imaizumi et un des comédiens pensent qu'il faudrait créer quelque chose afin de fêter le dixième anniversaire de FF X. La motivation personnelle du producteur Yoshinori Kitase est d'offrir la possibilité de découvrir les jeux aux joueurs trop jeunes pour les avoir connus à leur sortie, comme son fils qui ne connait les personnages de Tidus et Yuna qu'à travers Dissidia: Final Fantasy. Une autre raison est la non-rétrocompatibilité d'une majorité des modèles de PlayStation 3, et l'absence des jeux sur le PlayStation Network, contrairement à Final Fantasy VII et IX,. Nomura entame des discussions avec d'autres anciens membres de l'équipe, et obtient l'accord pour la remastérisation, mais le développement proprement dit prend du retard car une grande partie de l'équipe est encore prise par la création de Final Fantasy XIII. La remastérisation est annoncée pour la première fois au Tokyo Game Show de 2011.
La majeure partie du travail de remastérisation est réalisée en externe par la division chinoise du studio Virtuos basée à Shanghai. L'équipe interne de Square Enix est responsable du rassemblement des assets d'origine, et assiste Virtuos dans la refonte des données en haute-définition,,. Parmi les membres de l'équipe d'origine qui font leur retour, il y a Motomu Toriyama, Yusuke Naora, Toshitaka Matsuda et Masaki Kobayashi, qui supervise la production. Shintaro Takai, le directeur artistique de FF X-2, a repris cette fonction pour les deux jeux remastérisés. Le développement de la partie chinoise est mené par le directeur général Pan Feng. L'équipe rencontre des problèmes lors du portage des jeux sur PlayStation 3 et Vita, étant donné que leurs graphismes tiraient parti d'un grand nombre de fonctionnalités propres au hardware de la PlayStation 2. Le fait que certains assets d'origine ont été perdus ou endommagés pose quelques difficultés, ce qui amène Kitase à déclarer qu'il aurait peut-être été plus simple de recréer toutes les données à partir de zéro.
La version PlayStation 3 est compatible avec les résolutions 720p et 1080p (avec et sans anti-aliasing, respectivement), tandis que la version PlayStation Vita tourne en résolution 720x408. Certains effets graphiques comme l'eau et l'éclairage sont améliorés et d'autres, tels que bloom et l'ombrage dynamique, sont ajoutés. La géométrie des environnements et les textures connaissent également quelques modifications. Les modèles 3D sont revus pour les deux jeux : la plupart reçoivent de nouvelles textures, mais ceux des personnages jouables sont complètement refaits, avec des changements visibles à leurs visages,. Les scènes cinématiques et les décors pré-calculés doivent être converties du format d'écran 4:3 vers le format 16:9 ce qui nécessite beaucoup de réajustements artistiques et de programmation. Par exemple, avec l'affichage plus large, un personnage peut être visible dans une séquence cinématique alors qu'il doit n'apparaître que dans un plan ultérieur, et cela doit être corrigé à chaque fois que ça se produit. Tant les décors que les scènes cinématiques en pré-calculé sont recadrés en bas et en haut pour s'adapter au nouveau ratio d'image. Leur résolution se voit augmentée afin d'être plus nettes que sur la version PlayStation 2.
Soixante pistes musicales de la bande d'origine de Final Fantasy X, composée par Nobuo Uematsu, Masashi Hamauzu et Junya Nakano, sont réarrangées,. Hamauzu et Nakano s'occupent de la plus grande partie des arrangements, tandis que Tsutomu Narita et Ryo Yamazaki s'occupent du reste. La bande-son de Final Fantasy X-2, composée par Noriko Matsueda et Takahito Eguchi, est reprise de la version PlayStation 2 d'origine. Le scénariste Kazushige Nojima écrit le récit audio Final Fantasy X: Will, en tant que complément d'histoire se passant deux ans après FF X-2. Nojima et Nomura pensent qu'il s'agit d'une bonne occasion pour étendre l'univers de FF X. Ils font le choix du récit audio car ils veulent laisser une part à l'interprétation du joueur,,. L'équipe veut que le récit audio soit « complètement à l'opposé » de l'atmosphère enjoué et de la fin heureuse de FF X-2. Cette volonté d'une atmosphère plus sombre les amène à faire revenir Sin, le principal antagoniste de FF X, dans l'histoire, d'une façon qui rappelle le retour de Sephiroth, l'antagoniste principal de FF VII, dans les médias dérivés de ce dernier. La fin de Will est laissée ouverte intentionnellement, car Kitase « voulait laisser une part à l'imagination du joueur. »

## Accueil

### Ventes
Pendant la première semaine de vente au Japon, le jeu s'écoule à 185 918 exemplaires sur PlayStation 3 et 149 132 sur PSVita,,. Les deux versions d'HD Remaster réalisent de bonnes ventes aussi en Amérique du Nord, avec 206 000 unités vendues dans le mois suivant la sortie. Sur le PlayStation Network, le jeu est en 7ème position des meilleures ventes sur PS3 et le best-seller sur Vita au mois de février 2014. Les ventes globales du titre sont mentionnées par Square Enix comme la raison de l'embellie de sa situation financière à la fin de l'année fiscale 2013/14. Le jeu se vend à plus de 500 000 exemplaires sur Steam.

## Postérité
Le récit audio suscite des spéculations sur la possibilité d'une deuxième suite à Final Fantasy X. Dans une interview de février 2014, Shinji Hashimoto déclare que le récit audio avait pour seul but d'étendre l'univers et que ça ne voulait pas dire qu'une suite était en développement. Avant cela, Kazushige Nojima a déclaré que si la demande était suffisamment forte, cela pourrait mener à des développements, et qu'il aimerait écrire l'histoire d'une deuxième suite. Nojima révèle plus tard à Famitsu qu'« il y a un scénario écrit du début à la fin, et si on peut le faire apparaître quelque part... Enfin, c'est ce que j'ai dit à Square Enix. » Par la suite, dans un entretien avec Famitsu sur les rumeurs qui courent dans l'industrie, Kitase affirme qu'une deuxième suite n'est pas en développement, et que Eien no Daishō et le récit audio ne sont que des prolongements autonomes de l'univers des deux jeux. Shinji Hashimoto révèle en octobre 2016 qu'un Final Fantasy X-3 est possible mais que Square Enix est actuellement occupé avec d'autres projets.